# Gabriel Fahrenheit
Daniel Gabriel Fahrenheit (Danzigue, 24 de maio de 1686 — Haia, 16 de setembro de 1736) foi um físico, engenheiro e soprador de vidro alemão nascido no território da atual Polónia.
É mundialmente conhecido por ter inventado o termômetro de mercúrio (1714), e pelo desenvolvimento de uma escala de temperatura que leva seu nome.

## Biografia
Fahrenheit nasceu em Gdańsk, na então República das Duas Nações, para onde a sua família se mudou em 1687. Filho do mercador Daniel Fahrenheit e Concordia Fahrenheit, filha da tradicional família de comerciantes Schumann, de Gdańsk, Daniel foi o mais novo dos cinco filhos que sobreviveram à infância (dois filhos e três filhas). O avô de Daniel, Reinhold Fahrenheit vom Kneiphof, mudou-se de Königsberg para Gdańsk e estabeleceu-se como mercador. Pesquisas sugerem que a família Fahrenheit seja originária de Hildesheim, entretanto eles viveram em Rostock antes de se mudarem para Königsberg.

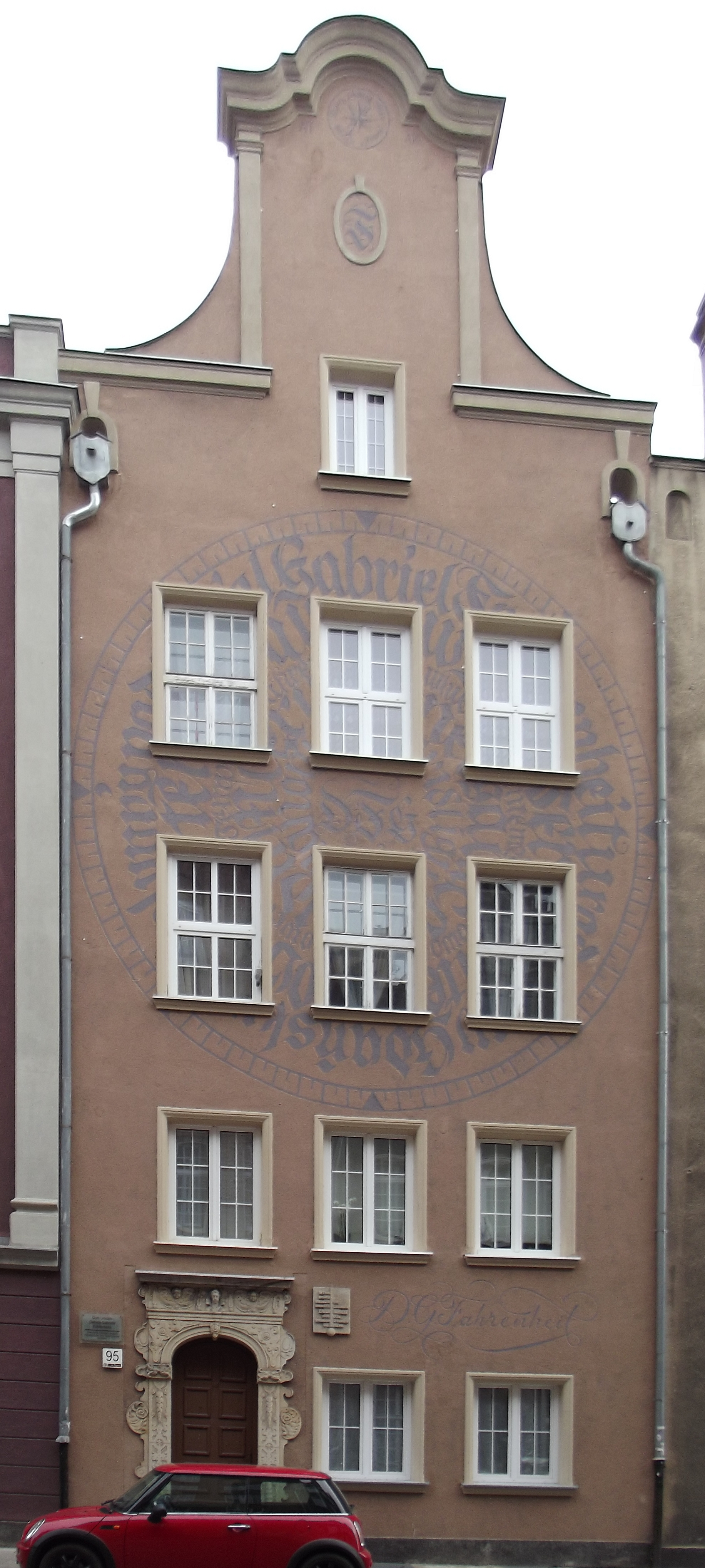
Local de nascimento de Fahrenheit

Um acidente com o consumo de cogumelos venenosos causou a morte dos seus pais. Entretanto, o seu interesse por ciências naturais causou nele o gosto pelo estudo e experimentações nesse campo. Fahrenheit foi estudar em Amsterdã, onde teve lições em química. Foi eleito membro da Royal Society em 1724. Construiu aerômetros e deu forma definitiva ao termômetro de álcool e depois ao de mercúrio; para o último, concebeu a graduação que conservou seu nome. A escala de casas Fahrenheit ainda é utilizada nos países anglo-saxões. Quando Fahrenheit construiu seu primeiro termômetro, ele usou álcool. Depois ele passou a usar mercúrio, obtendo melhores resultados. Após examinar todos os termômetros, barômetros, higrômetros e aerômetros a que teve acesso, decidiu aperfeiçoar as técnicas de fabricação desses instrumentos, com o objetivo de obter leituras mais precisas.

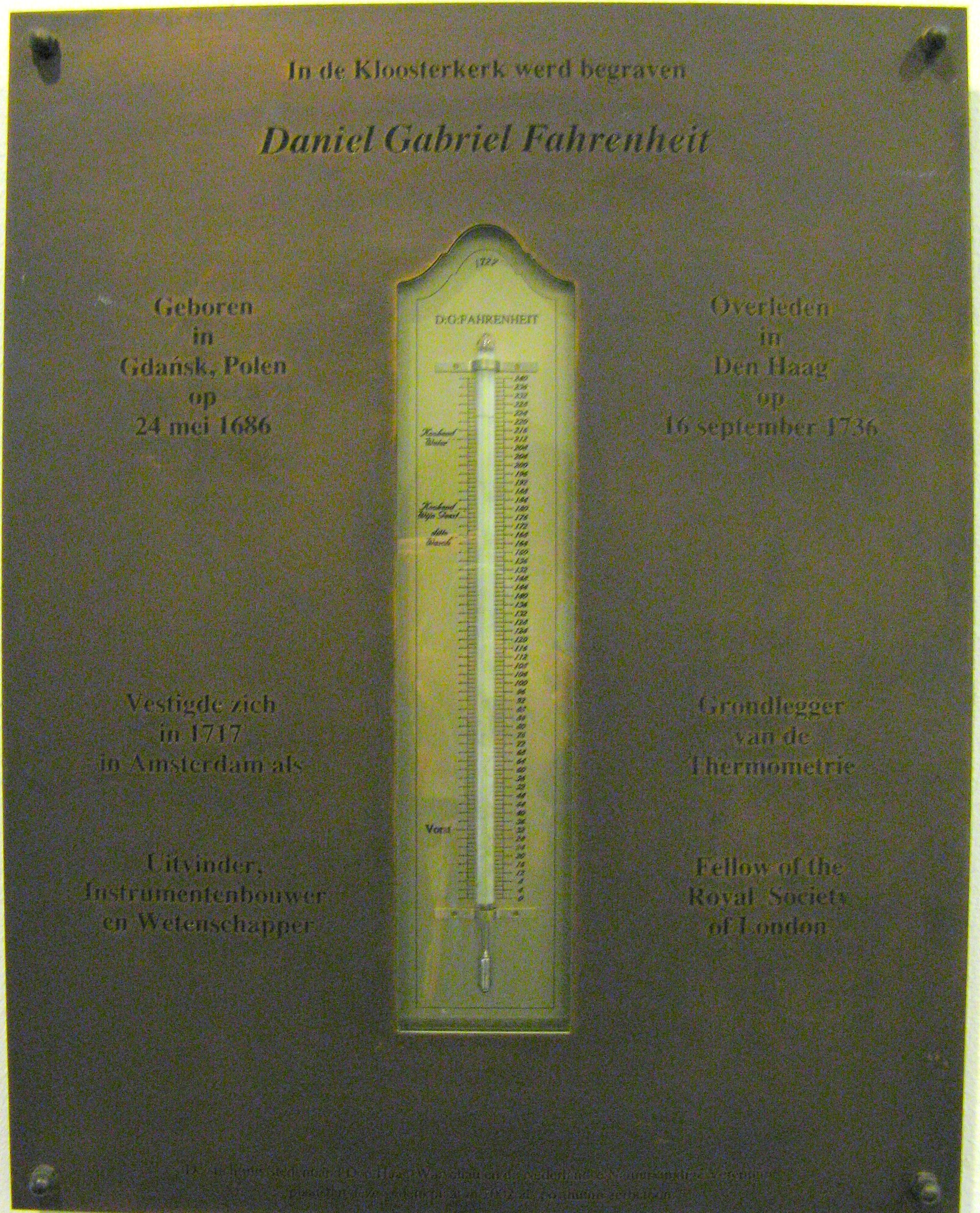
Placa identificatória no seu local de sepultamento na igreja Kloosterkerk em Haia

As suas pesquisas sobre as possíveis causas dos resultados divergentes apresentados pelos aparelhos conduziram-no a muitas descobertas. Fahrenheit criou uma nova escala termométrica, cujo ponto mínimo (0 °F) determinou utilizando uma mistura de água, gelo picado, sal e amônia. O ponto máximo é o da ebulição da água, 212 °F. A temperatura de fusão do gelo, à pressão de uma atmosfera, corresponde a 32 °F. Fahrenheit prosseguiu suas pesquisas nos Países Baixos até a morte por intoxicação de mercúrio, em Haia, em 16 de setembro de 1736. Fahrenheit fez muitas descobertas, mas não se tornou conhecido em todo o mundo pelas suas pesquisas e sim pela escala termométrica batizada com o seu nome.
Sepultado na igreja Kloosterkerk, Haia.

## Escala Fahrenheit
De acordo com o artigo de Fahrenheit de 1724, ele determinou sua escala por referência a três pontos fixos de temperatura. A temperatura mais baixa foi obtida preparando-se uma mistura frigorífica de gelo, água e sal ("cloreto de amônio ou mesmo sal marinho"), e aguardando-se que o sistema eutético atingisse a temperatura de equilíbrio. O termômetro então foi colocado na mistura e o líquido no termômetro deixou descer até seu ponto mais baixo. A leitura do termômetro foi tomada como 0 °F. O segundo ponto de referência foi selecionado como a leitura do termômetro quando ele foi colocado em água parada quando o gelo estava se formando na superfície. Este foi atribuído como 30 °F. O terceiro ponto de calibração, tomado como 90 °F, foi selecionado como leitura do termômetro quando o instrumento foi colocado sob o braço ou na boca.
Fahrenheit teve a ideia de que o mercúrio ferve cerca de 300 graus nessa escala de temperatura. Trabalhos de outros mostraram que a água ferve cerca de 180 graus acima de seu ponto de congelamento. A escala de Fahrenheit mais tarde foi redefinida para tornar o intervalo congelamento-ebulição exatamente 180 graus, um valor conveniente, pois 180 é um número altamente composto, o que significa que é uniformemente divisível em muitas frações. É por causa da redefinição da escala que a temperatura corporal média normal hoje é tomada como 98,6 graus, enquanto era de 96 graus na escala original de Fahrenheit.
 

A escala de Fahrenheit foi o principal padrão de temperatura para fins climáticos, industriais e médicos em países de língua inglesa até a década de 1970, atualmente substituída principalmente pela escala Celsius usada há muito tempo no resto do mundo, com exceção dos Estados Unidos, onde as temperaturas e os relatórios meteorológicos ainda são transmitidos em Fahrenheit.